# Manuel Guerrero (Fußballspieler)
Manuel Guerrero Uribe (* 12. Oktober 1896 in Viña del Mar; † 18. Juli 1947 in Curicó), auch bekannt unter dem Spitznamen Maestro, war ein chilenischer Fußballspieler. Der Torwart spielte 13 Länderspiele für Chile. 

## Vereinskarriere
Manuel Guerrero begann 1916 in seine Karriere beim Klub América aus Valparaíso und wechselte ein Jahr später zum La Cruz FC, bei dem er Ulises Poirier kennenlernte. Mit ihm gemeinsam spielte er lange Zeit für La Cruz und beide schlossen sich 1927 dem CSD Colo-Colo bei der Amerika- und Europa-Reise an. Danach spielte Guerrero noch bis 1928 bei La Cruz.
Nach seiner Fußballkarriere zog Guerrero nach Los Andes und arbeitete als Mechaniker. Nach einer Diskussion mit einem Händler wurde Guerrero durch einen Schuss verletzt und erlag am 18. Juli 1947 seinen Verletzungen im Krankenhaus von Curicó.

## Nationalmannschaft
Manuel Guerrero debütierte bei der ersten Südamerikameisterschaft, dem Campeonato Sudamericano 1916, in Argentinien. Chile holte einen Punkt aus den drei Partien, bei denen Guerrero das Tor der La Roja hütete. Auch beim Campeonato Sudamericano 1917 stand Guerrero in den drei Turnierpartien im Tor, bei denen Chile ohne Punkt- und Torerfolg blieb. Beim Campeonato Sudamericano 1919 konnte das Team von Guerrero immerhin ein Tor in den drei Partien erzielen, allerdings erneut keinen Punkt holen. Erst beim Campeonato Sudamericano 1920 konnte Chile wieder beim 1:1-Unentschieden gegen Argentinien wieder punkten und erlitt nur knappe Niederlagen, aber nach den drei Partien stand Chile wieder auf dem vierten und letzten Turnierplatz. Für Guerrero war die 1:2-Niederlage gegen Uruguay das letzte seiner 13 Länderspiele.

## Erfolge
- Liga Valparaíso: 1916, 1918, 1922, 1923, 1924, 1925
- Copa Sporting: 1917, 1922, 1923